# Laurent Tétrault
Laurent Tétrault MAfr (* 21. Mai 1904 in Saint-Malo, Manitoba; † 14. März 1951 in Montreal) war ein kanadischer römisch-katholischer Ordensgeistlicher und Apostolischer Vikar von Bukoba.

## Leben
Laurent Tétrault besuchte das Collège de Saint-Boniface. Anschließend studierte er Philosophie und Katholische Theologie am Priesterseminar in Saint-Boniface. 1924 trat Tétrault der Ordensgemeinschaft der Weißen Väter bei. Zunächst war Laurent Tétrault in Québec tätig, bevor er 1925 nach Algerien entsandt wurde. Tétrault empfing am 29. Juni 1929 in Karthago das Sakrament der Priesterweihe.
1930 wurde Laurent Tétrault Direktor der Sekundarschule in Kajunguti. Später war er als Verantwortlicher für das katholische Bildungswesen im Apostolischen Vikariat Bukoba tätig. Ab 1937 war Tétrault zudem Diözesanökonom.
Am 13. November 1947 ernannte ihn Papst Pius XII. zum Titularbischof von Tabuda und zum Apostolischen Vikar von Bukoba. Der Koadjutorerzbischof von Saint-Boniface, Georges Cabana, spendete ihm am 11. März 1948 in der Kathedrale Saint-Boniface die Bischofsweihe; Mitkonsekratoren waren der Bischof von Alexandria in Ontario, Rosario Brodeur, und der Apostolische Vikar von Keewatin, Martin Joseph-Honoré LaJeunesse OMI. Sein Wahlspruch Caritas omnia sperat („Die Liebe hofft alles“) stammt aus 1 Kor 13,7 .
Tétrault starb an den Folgen eines Hirntumors.